# Yūko Tsushima
Yūko Tsushima (Japans: 津島, Tsushima Yūko), pseudoniem van Satoko Tsushima (Japans: 津島 里子) (Mitaka, 30 maart 1947 - Tokio, 18 februari 2016), was een Japanse schrijver en essayist.

## Vroege leven
Yuko Tsushima werd geboren Tokio. Ze was een dochter van de romanschrijver Osamu Dazai. Haar vader stierf toen Tsushima een jaar oud was; hij pleegde zelfmoord met zijn minnares. Deze ervaring heeft haar gevormd en vormt de basis van veel van haar werk. Ze zei hierover in 1978 in het Japanse literaire tijdschrift Bungaku-kai dat ze het schandaal van haar vaders dood door erover te schrijven wilde veranderen in iets dat fictie was. Een tweede dramatische gebeurtenis was de dood van haar drie jaar oudere gehandicapte broer. Hierover schreef ze in haar niet vertaalde essaybundel 'Nachtelijk feest' (Yoru no tipati) uit 1979. Ook in haar fictie komt dit thema naar voren.

## Carrière
Tijdens haar studie aan de Shirayuri universiteit publiceerde ze haar eerste fictie. Ze schreef er protestliederen en richtte een literair tijdschrift op. Op 24-jarige leeftijd publiceerde ze haar eerste verhalenbundel Shaniku-sai (ある誕生). Ze schreef meer dan 35 romans en won meerdere literaire prijzen, waaronder de Kawabata-prijs, de Noma-literatuurprijs en de Tanazaki-prijs voor haar verhalen en romans. The New York Times noemde Tsushima 'een van de belangrijkste schrijvers van haar generatie'. Haar werk is vertaald in meer dan 12 talen, onder meer in het Engels, Duits, Frans, Italiaans en Nederlands.
Ze stierf aan longkanker in 2016.

## Thema's en stijl
Yuko Tsushima hoort bij de eerste groep van Japanse na-oorlogse schrijvers in de jaren zestig die schreven vanuit een vrouwelijke perspectief, binnen een literaire omgeving die werd gedomineerd door mannelijke schrijvers. Tsushima was de wegvoorbereider van de huidige groep Japanse feministische schrijvers. Haar werk wordt wel gezien als autofictie en onderzoekt de levens van gemarginaliseerde mensen, meestal vrouwen, die strijden om controle over hun eigen leven, ondanks maatschappelijke druk en familiedruk. Verschillende van haar verhalen zijn gebaseerd op haar eigen ervaring als alleenstaande moeder, zoals de romans Domein van het licht en Een vrouw rent over een berg. Tsushima's werk wordt vaak gekenschetst als feministisch, hoewel ze dit zelf niet vond omdat dat label volgens haar 'het werk van vrouwelijke schrijvers bindt binnen een specifieke literaire traditie'. In haar werk gebruikt ze vaak de symbolische kracht van water, dat staat voor de dood van haar vader, die zichzelf doodde door verdrinking. In tegenstelling tot veel van haar tijdgenoten, die veelal schreven over de rol van vrouwen in een kerngezin, schreef Tsushima over vrouwen die in de steek waren gelaten door familieleden. Haar zinnen zijn kort en eenvoudig. In Domein van licht gebruikt ze de taal die typisch is voor Japanse kinderen.

## Vertaalde romans
Drie van de romans van Yuko Tsushima zijn vertaald in het Nederlands. Choji (1978) is vertaald als Kind van de wind in 1985 door Kathleen Rutten, en Hikari no ryobûn (1979) als Domein van licht in 1990. Een vernieuwde vertaling van Domein van het licht door Noriko de Vroomen-Kondo en Han Timmer verscheen in 2020. In 2023 verscheen een vertaling van Yama wo hashiru onna, Een vrouw rent over een berg, van Jacques Westerhoven.
| Jaar (origineel) | Titel (origineel)    | Titel vertaling (Nederlands) | Jaar (vertaling) | Uitgever (vertaling) | ISBN (vertaling) | Vertaler                             |
| ---------------- | -------------------- | ---------------------------- | ---------------- | -------------------- | ---------------- | ------------------------------------ |
| 1978             | Choji                | Kind van de wind             | 1985             | De Geus              | 9789064458736    | Kathleen Rutten                      |
| 1979             | Hikari no ryobûn     | Domein van licht             | 1990/2020        | De Bezige bij        | 9789403111216    | Noriko de Vroomen-Kondo / Han Timmer |
| 1980             | Yama wo hashiru onna | Een vrouw rent over een berg | 2023             | De Bezige Bij        | 9789403118024    | Jacques Westerhoven                  |